# Ungheni (Mureș)
Ungheni (en hongarès: Nyárádtő [ˈƝaːraːttøː]; alemany: Nyaradfluß) és una ciutat del comtat de Mureș, a Transsilvània (Romania). Fins al 1925 el seu nom en romanès era Nirașteu.
La ciutat administra sis pobles:
- Cerghid (Nagycserged)
- Cerghizel (Kiscserged)
- Morești (Malomfalva)
- Recea (Recsa)
- Șăușa (Sóspatak)
- Vidrasău (Vidrátszeg)

Ungheni es troba a 10,6 quilòmetres de la capital del comtat Târgu Mureș, a 42,2 quilòmetres de Reghin i a 99,6 quilòmetres de Cluj-Napoca. L'aeroport internacional de Târgu Mureș es troba a Vidrasău, a 14 quilòmetres al sud-oest de la capital del comtat i a 5 d'Ungheni.
La ciutat limita amb les següents comunes: al nord amb Band i Pănet, al sud amb Suplac i Mica, a l'est amb Cristești i a l'oest amb Sânpaul.
La ciutat té una població de 6.945 habitants. El desglossament ètnic és el següent:

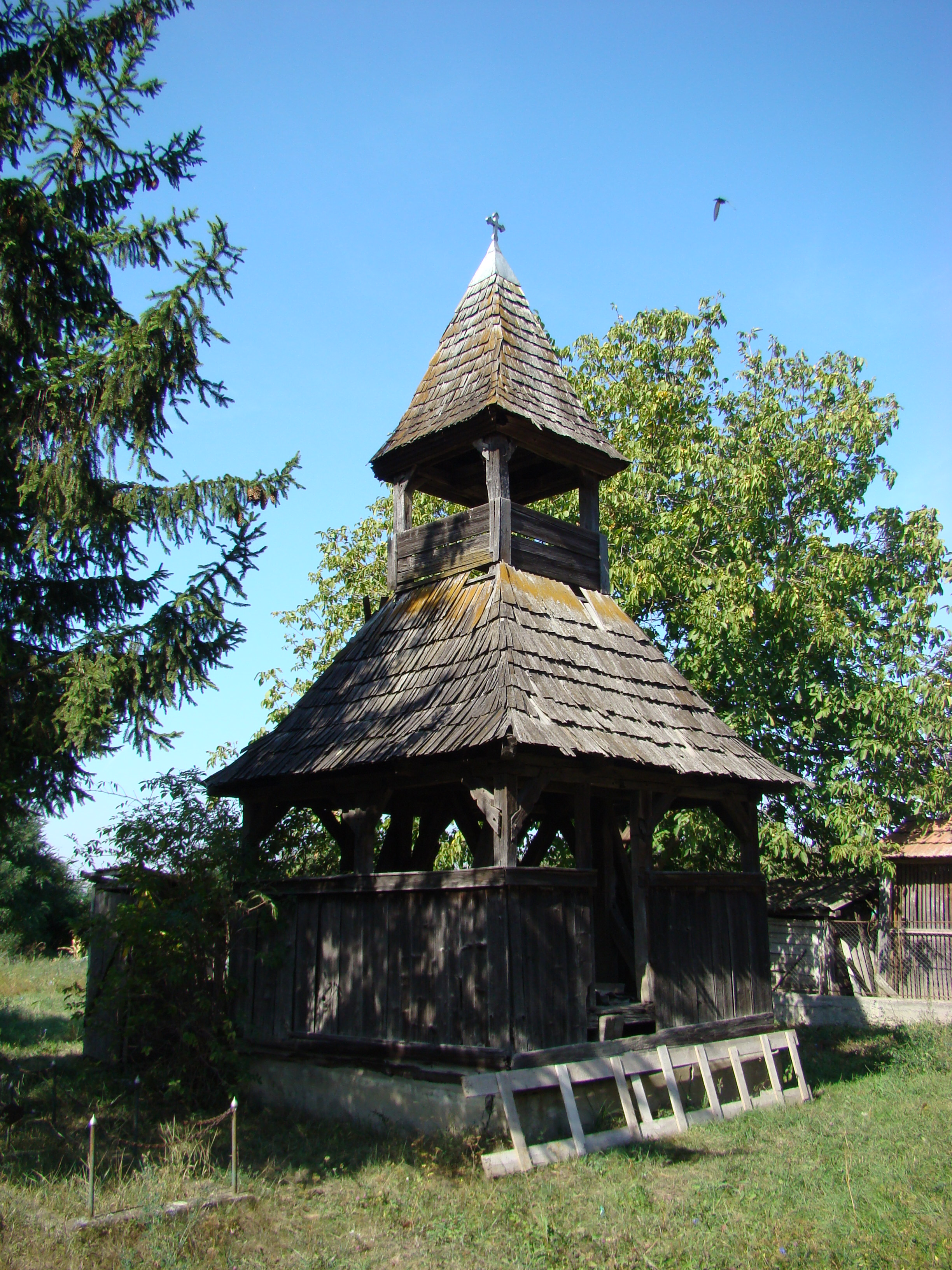
Església de fusta a Cerghizel

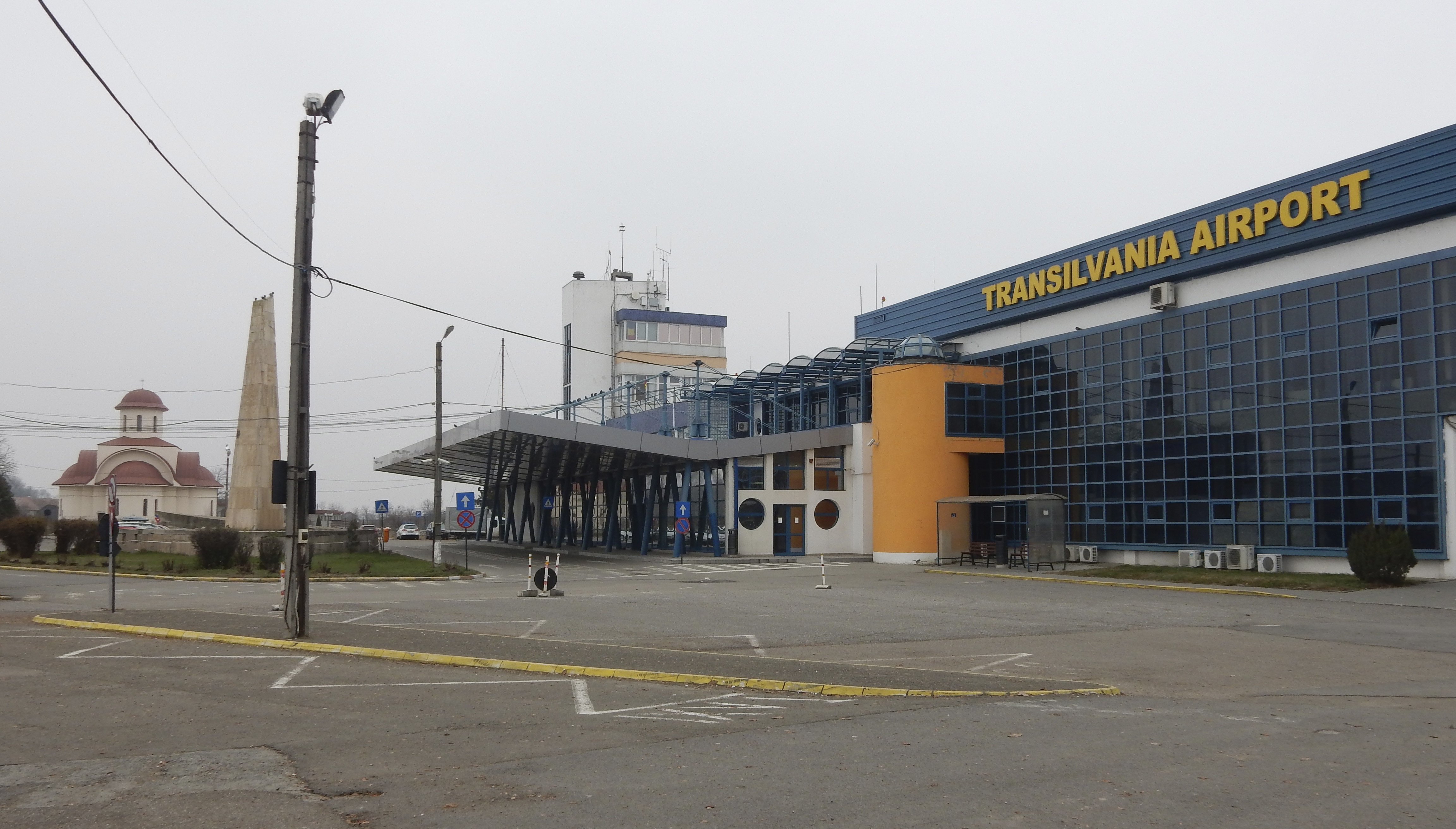
Aeroport de Târgu Mureș Transsilvània a Vidrasău

- Romanesos: 5.053 (76,3%)
- Gitanos: 984 (14,85%)
- Hongaresos: 576 (8,69%)
- Altres: 4 (0,06%)